# Emmy Hällkvist
Emmy Hällkvist, född 31 mars 2008 i Stockholm, är en svensk simmare som tävlar för Täby Sim.

## Karriär
Hällkvist har tagit flera SM-medaljer i simning på såväl juniornivå som seniornivå. År 2022 på kortbane-SM tog hon brons på 50 meter fjärilsim och silver på 100 meter fjärilsim. År 2023 på kortbane-SM tog hon guld på 50 meter frisim och 100 meter fjärilsim. Hon tog även silver på 100 meter frisim och brons på 50 meter fjärilsim. På långbane-SM år 2022 tog hon brons på 100 meter fjärilsim. Vid Europamästerskapen i kortbanesimning 2023 ingick hon i det svenska laget som tog guld på 4x50 meter medley.